# Помлынов
Помлынов (укр. Помлинів) — село в Рава-Русской городской общине Львовского района Львовской области Украины.
Население по переписи 2001 года составляло 251 человек. Занимает площадь 0,619 км². Почтовый индекс — 80318. Телефонный код — 3252.